# Santa Marta (Fundão)
O Santa Marta é um bairro do distrito de Fundão, no município brasileiro de Fundão, estado do Espírito Santo.
Foi criado pela lei municipal nº 590/1986:
| “ | Fica denominado Bairro Santa Marta, [sic] o Bairro situado ao lado direito da BR 101 norte [sic], sentido Fundão–Ibiraçu, após a ponte. | ” |